# Abraham Meere
Abraham Meere (geboren omstreeks 1761 - Utrecht, 12 november 1841), was een 18e-eeuwse Nederlandse orgelbouwer.

## Leven en werk
Hij was zoon van Arnoldus Meere en Jannigje van Eck die hem op 19 maart 1761 lieten dopen in de Nederduits-gereformeerde kerk (Domskerk, Utrecht).
De in Utrecht geboren Abraham Meere adverteerde al in 1779 in de Utrechtse Courant met zijn zes registers tellend kabinetorgel.
Abraham Meere trouwde in 1784 met Catharina van Hoogbetrom en woonde in het herenhuis Groot Blankenburgh aan de Oude Gracht te Utrecht. In 1829 hertrouwde hij als weduwnaar met Margaretha Ruijtenberg.
Meere bouwde ongeveer 40 kerkorgels, voor onder meer de Laurenskerk te Rotterdam en de Hillegondakerk , de R.K. Augustinus-kerk en Jacobikerk te Utrecht, de Bethelkerk te Urk en de Dorpskerk te Rheden. Zijn laatste orgel in Oudewater heeft hij niet kunnen voltooien omdat hij overleed. Het oudste nog in gebruik zijnde orgel van zijn hand dateert uit 1790 en staat in de Kruiskerk te Maarssen die sinds 10 januari 2015 de Dorpskerk wordt genoemd. In het orgel van de Kruiskerk te Daarlerveen is nog enig ouder pijpwerk uit 1788 bewaard gebleven afkomstig uit het orgel van de dorpskerk te Hilversum. 
In zijn bedrijf werkten zijn zonen Abraham Meere jr. (1784-1827) en Arnoldus Jacobus Meere (1798-1824); hun vroege overlijden zorgde er echter voor dat het bedrijf niet van vader op zoons kon overgaan. Na het overlijden van Meere sr.in 1841 is het bedrijf voortgezet door diens kleinzoon Abraham Meere jr. tot zijn overlijden in 1849.

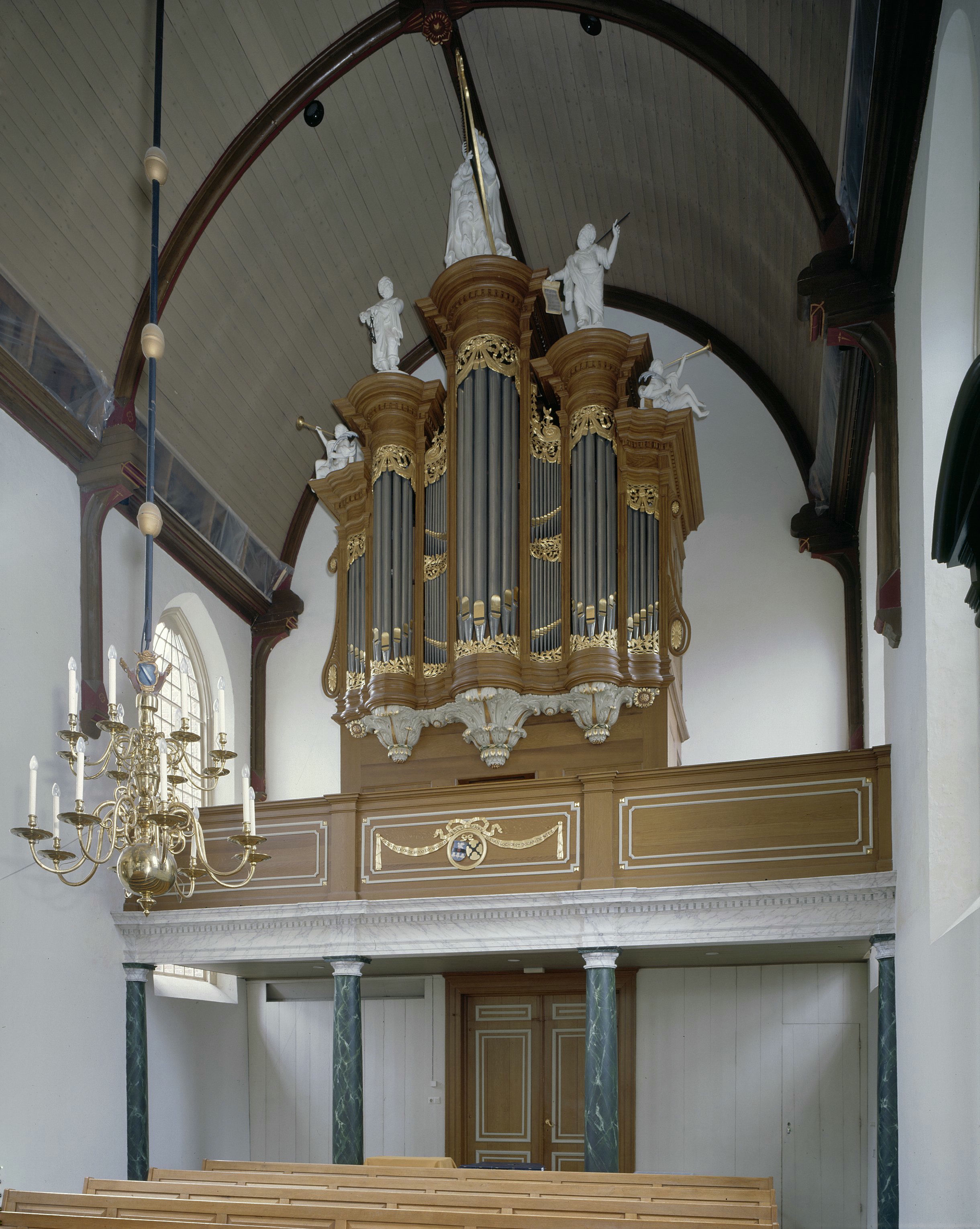
Het Meere-orgel uit 1790 in de Dorpskerk (Maarssen)
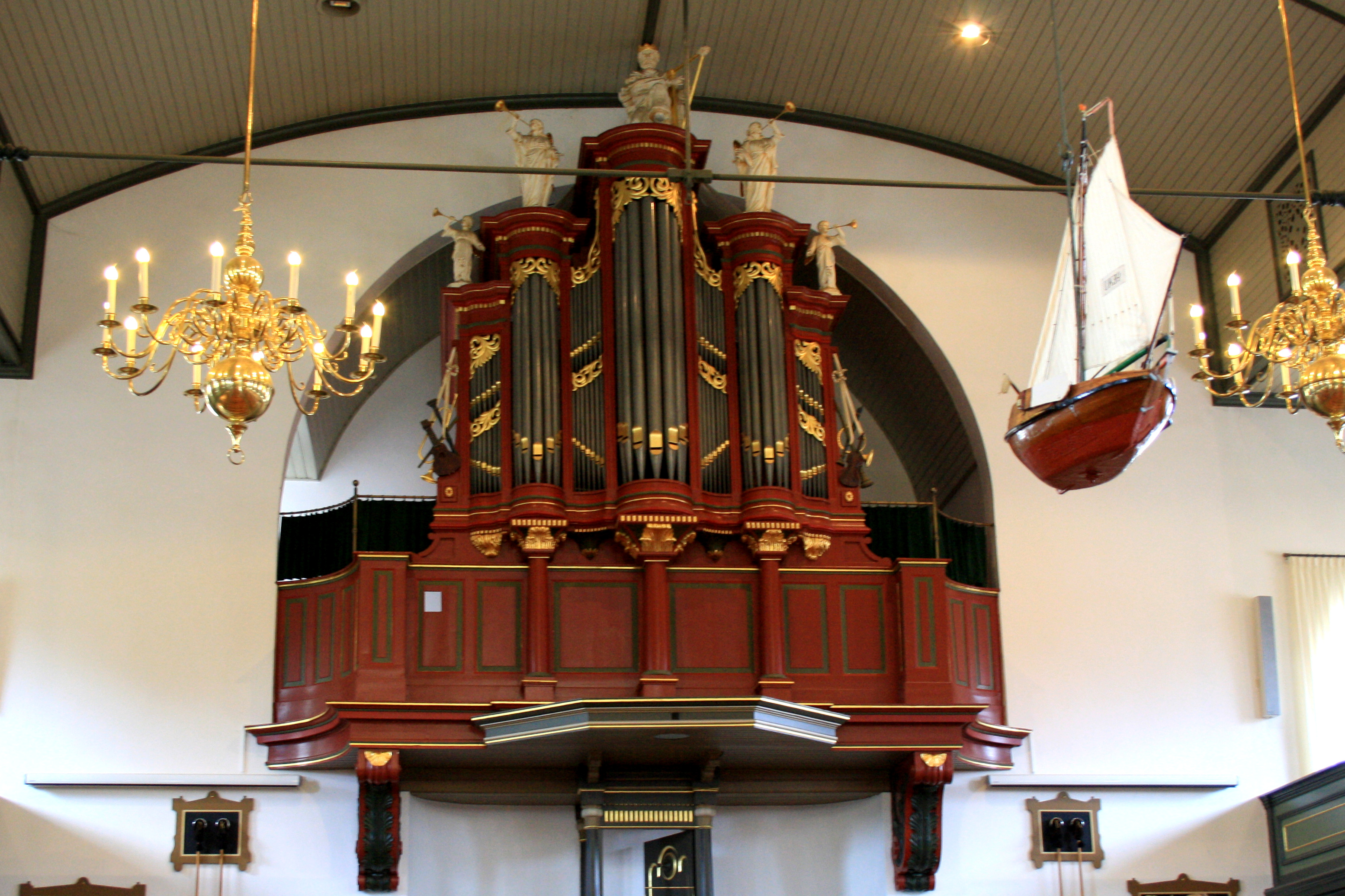
Het Meere-orgel uit 1792 in de Bethelkerk (Urk), afkomstig uit IJsselstein
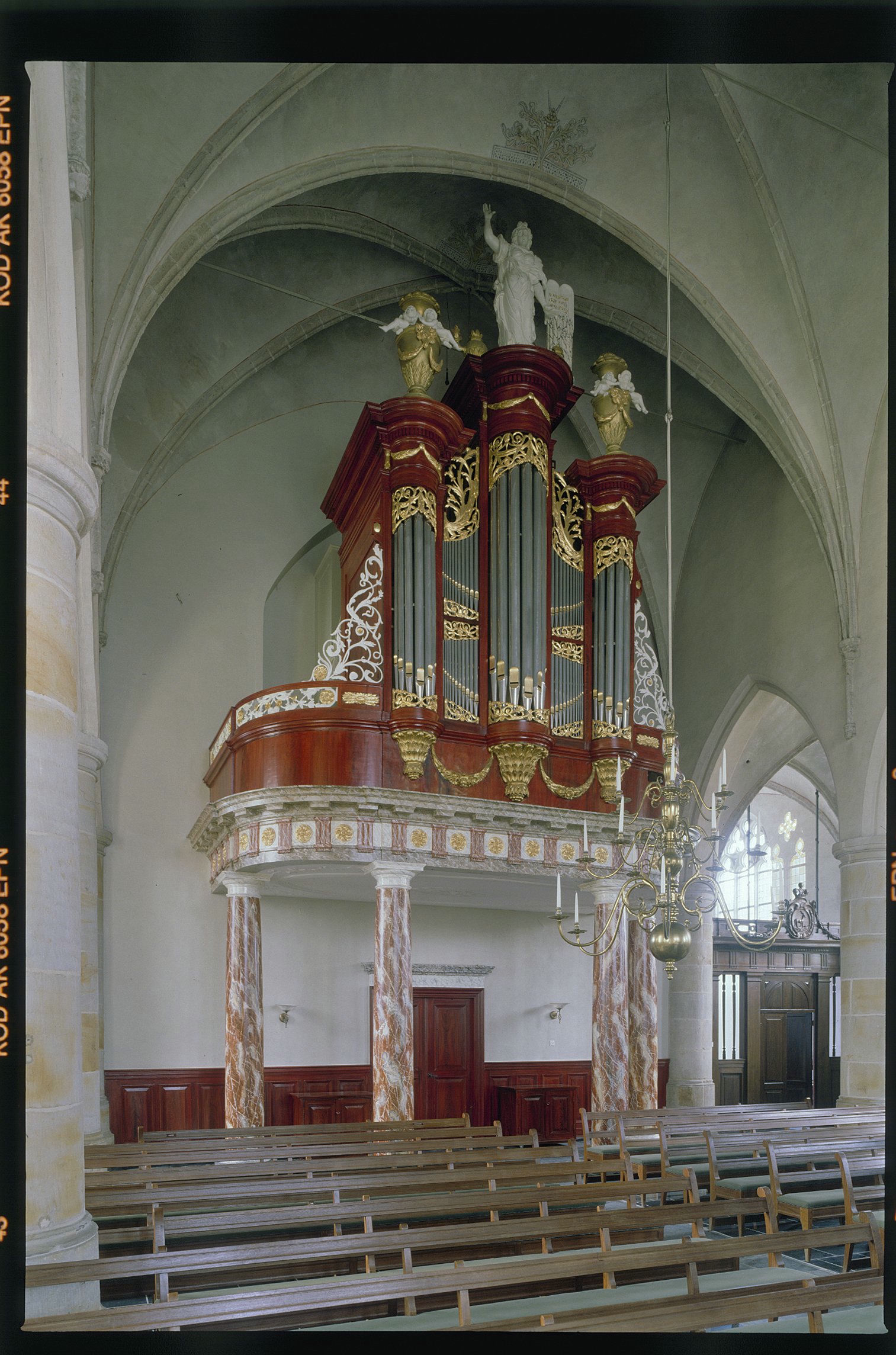
Het Meere-orgel uit 1809 in de Grote Kerk in Epe
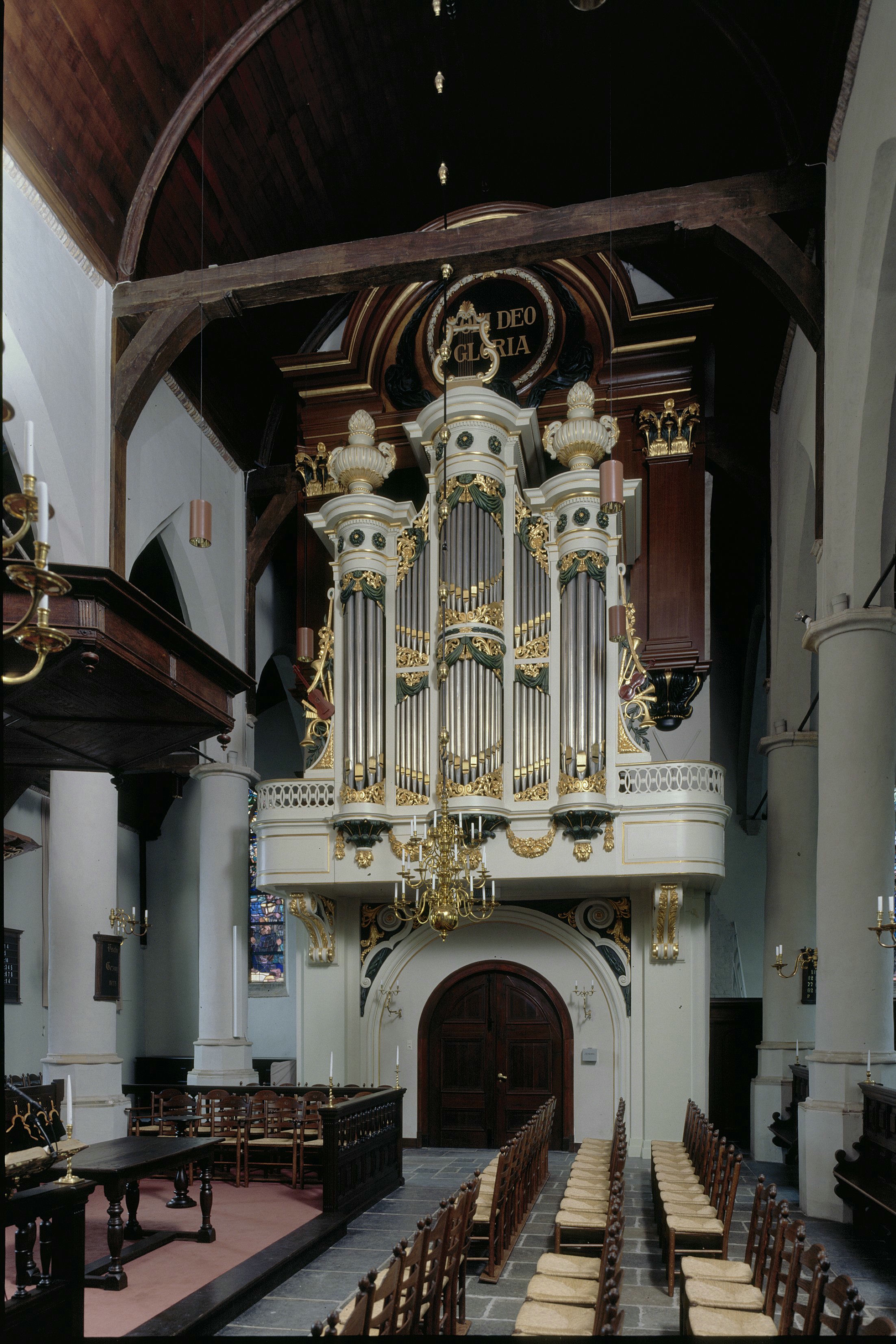
Het Meere-orgel uit 1830 in de Hillegondakerk (Rotterdam)

Adema · Gebroeders Van der Aa · Jacobus Armbrost · Bakker & Timmenga · Johann Bätz · Jonathan Bätz · Joseph Binvignat · Sander Booij · Martin Butter · Van Dam · Matthijs van Deventer · Geert Pieters Dik · Johannes Duyschot · Roelof Barentszn Duyschot · Bernhardt Edskes · Marten Eertman · Gerardus Elberink · Elbertse · Antoon van Elen · Flentrop · Dirk Flentrop · Heinrich Hermann Freytag · Rudolf Garrels · Justus Geerkens · Pieter Geerkens · Gradussen · Albertus van Gruisen · Willem van Gruisen · Nicolaas van Hagen · Willem Hardorff · Hendrik Hermanus Hess · Jan van den Heuvel · Jan Adolf Hillebrand · Albertus Antoni Hinsz · Bernard Petrus van Hirtum · Nicolaas van Hirtum · Cornelis Hoornbeek · Klop Orgels & Klavecimbels · Hermanus Knipscheer · Johan Frederik Kruse · Ernst Leeflang · Lohman · Jan van Loo · Michaël Maarschalkerweerd · Pieter Maarschalkerweerd · Abraham Meere · Roelf Meijer · Michaël Mercator · Carl Friedrich August Naber · Familie Niehoff · Cornelis van Oeckelen · Petrus van Oeckelen · Detlef Onderhorst · Pels & Van Leeuwen · Pereboom & Leijser · Elbert Pluer · Radersma · Joachim Reichner  · Reil · Cornelis Rogier · Mense Ruiter · Conradus Ruprecht II · Hans Wolff Schonat · Franciscus Cornelius Smits · Frans Casper Snitger · Johannes Stephanus Strümphler · Johannes Wilhelmus Timpe · Valckx & Van Kouteren · Kam & Van der Meulen · Henk Veeningen · Matthijs Verhofstadt · Vermeulen · Verschueren · Johannes Vollebregt · Jacobus Vollebregt · Van Vulpen · Christian Gottlieb Friedrich Witte · Johan Frederik Witte · Lodewijk Ypma · Jacobus Zeemans
Zuid-Nederlands orgelbouwer (voor 1830)